# The Revelers
The Revelers fue un quinteto estadounidense (cuatro cantantes y un pianista) popular a finales de la década de 1920 y principios de la de 1930. Las grabaciones de The Revelers de "Dinah", "Old Man River", "Valencia", "Baby Face", "Blue Room", "The Birth of the Blues" o "When Yuba Plays the Rhumba on the Tuba", entre otras, se hizieron muy populares en los Estados Unidos y luego en Europa a finales de la década de 1920. En agosto de 1929, se presentaron en los Países Bajos con Richard Tauber en el Kurhaus de Scheveningen y el Concertgebouw de Amsterdam.

## Historia

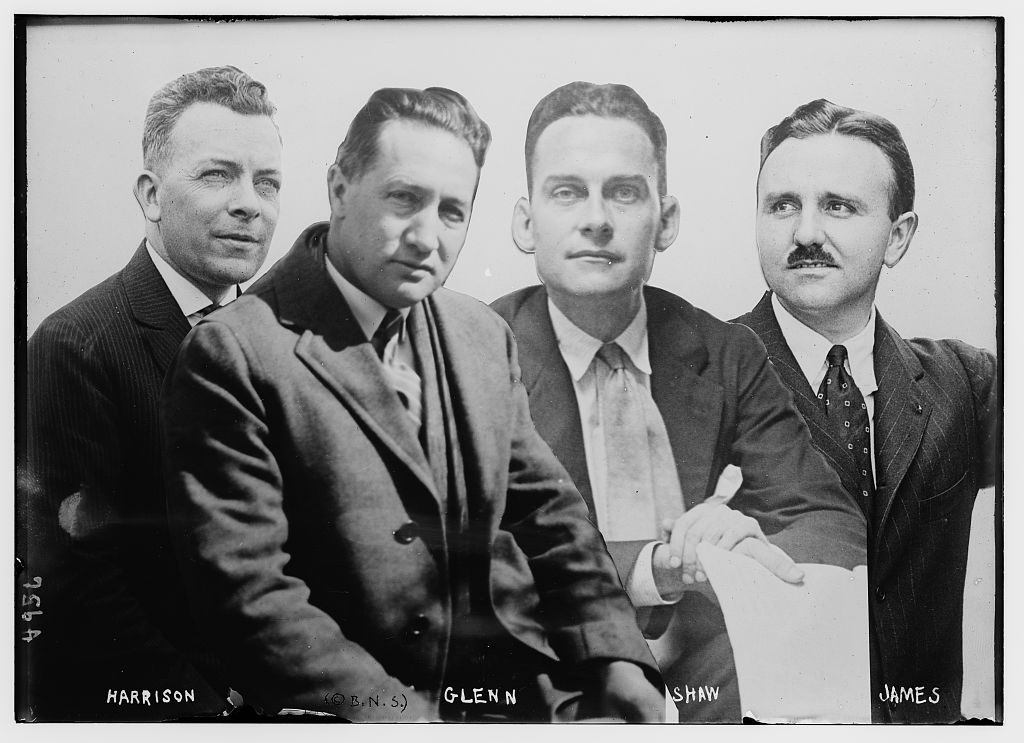
The Shannon Four en 1918

Todos los miembros habían grabado individualmente o en varias combinaciones. El cuarteto, organizado en 1918, actuó bajo el nombre de The Shannon Four antes de cambiar su nombre a The Revelers en 1925. Los miembros originales eran los tenores Franklyn Baur y Lewis James (ocasionalmente Charles W. Harrison los sustituía cuando Baur o James no estaban disponibles), el barítono Elliot Shaw, el bajo Wilfred Glenn (que había popularizado "Asleep in the Deep" en discos fonográficos) y el pianista Ed Smalle. Smalle fue reemplazado por Frank Black en 1926.
The Revelers (con Black al piano) aparecieron en una película musical pionera, The Revelers (1927), filmada en el proceso Vitaphone de sonido en disco de Warner Bros. Este cortometraje de un carrete, restaurado por The Vitaphone Project, muestra al grupo interpretando "Mine", "Dinah" y "No Foolin'". Debido a las limitaciones de la producción de sonido primitiva, el grupo se vio obligado a realizar todo el set de nueve minutos en una toma continua e ininterrumpida, con la cámara en una posición fija. Un segundo corto, rodado el mismo día con otras tres canciones, está pendiente de restauración. Franklyn Baur fue reemplazado por Frank Luther y luego por James Melton (más tarde tenor de la Ópera Metropolitana de Nueva York).
El grupo tuvo contratos de grabación con Columbia Records y Victor (más tarde RCA Victor), pero también grabaron bajo otros nombres. Columbia los promocionó como The Singing Sophomores y Brunswick Records los llamó The Merrymakers. El grupo también adoptó los nombres de sus patrocinadores de radio: The Eveready Revelers, The Palmolive Revelers, The Seiberling Singers, The General Motors Brigadiers y The Raleigh Rovers, entre otros. Ring Lardner observó: "Bajo cualquier nombre, suenan igual de dulces". Lardner describió su "programa de radio perfecto" para la revista The New Yorker y encontró un lugar para The Revelers junto con Paul Whiteman y Fanny Brice .
Aunque The Revelers se mantuvieron actualizados y se aseguraron de incluir las últimas canciones populares y melodías en su repertorio, su sonido se fue quedando cada vez más anticuado. Fueron perdiendo audiencia a principios de la década de 1930 en favor de otras estrellas emergentes como Bing Crosby, Arthur Tracy y Russ Columbo. James Melton dejó el grupo en 1933 para emprender una carrera como concertista. Después de que se lanzara el último disco de Revelers para Victor en enero de 1934, Lewis James y Elliot Shaw se retiraron del grupo. El miembro senior Wilfred Glenn continuó haciendo apariciones en vivo con un coro masculino anunciado como The Revelers. El grupo volvió al estudio de grabación una sola vez, para grabar un programa de 10 canciones religiosas tradicionales para Decca en 1938. Wilfres Glenn permaneció activo hasta la década de 1940, culminando con una gira nacional de 90 conciertos en 1948. Lewis James se unió a la emisora de radio WGN en Chicago y Frank Black se destacó como director musical de NBC y ejecutivo de una compañía discográfica.
The Revelers regresaron (solo de nombre, sin Glenn) en 1956. Este nuevo cuarteto masculino hizo su debut en el Palace Theatre de Nueva York. La nueva formación abarcó una gran gama de géneros musicales. Esta formación estuvo compuesta por Feodore Tedick o Robert Simpson (primer tenor), Thomas Edwards (segundo tenor), Laurence Bogue (barítono) y Edward Ansara (bajo). 
El musicólogo australiano Frank Bristow ha identificado a cuatro de The Revelers (Baur, Harrison, Shaw y Glenn) como parte del sexteto The Troubadors con los cantantes Harold Yates y Cooper Lawley.
El grupo alemán The Comedian Harmonists se formó en 1927 después de escuchar algunos discos de The Revelers. Según el libro de Douglas Friedman The Comedian Harmonists (2010), ambos grupos aparecieron en el mismo cartel en la Scala de Berlín en agosto de 1929 y se hicieron buenos amigos.
The Revelers fueron incluidos en el Salón de la Fama del Grupo Vocal en 1999.
En 2014, la grabación de los Revelers de "When Yuba Plays the Rhumba on the Tuba" se reprodujo sobre los créditos finales del episodio 2 de la temporada 5 de Boardwalk Empire.